# Alopecosa rosea
Alopecosa rosea är en spindelart som beskrevs av Cândido Firmino de Mello-Leitão 1945. 
Alopecosa rosea ingår i släktet Alopecosa och familjen vargspindlar. Inga underarter finns listade i Catalogue of Life.